# Peeling-Skin-Syndrom
Das Peeling Skin-Syndrom (PSS), von Peeling „schälen“,  ist eine Gruppe seltener angeborener zu den Ichthyosen gehörenden Hautkrankheiten mit den Hauptmerkmalen einer autosomal-rezessiven Vererbung und beschwerdefreier spontaner Abschälung der Haut.
Synonyme sind: Abschälende Haut; Familiäres fortdauerndes Peeling Skin-Syndrom; Hautablösung, idiopathische; Peeling Skin-Krankheit; Schalenhaut-Syndrom; englisch Congenital ichthyosiform erythroderma; Acral peeling skin syndrome; Continual peeling skin syndrome; Familial continual skin peeling; Idiopathic deciduous skin; Keratolysis exfoliativa congenita; lateinisch Keratosis exfoliativa congenita

## Verbreitung
Die Häufigkeit ist nicht bekannt, die Vererbung erfolgt autosomal-rezessiv.

## Ursache
Je nach zugrunde liegender Mutation können derzeit folgende Typen unterschieden werden, es sind noch nicht alle Mutationen bekannt:
- PSS1, Synonyme: PSS; Skin Peeling, Familial Continuous Generalized, Mutationen im CDSN-Gen im Chromosom 6 an Genort p21.33, welches für Corneodesmosin kodiert[3]
- PSS2, Synonyme: Akrale PSS; APSS; Acral peeling skin syndrome, Mutationen im TGM5-Gen im Chromosom 15 an q15,2, welches für die Transglutaminase 5 kodiert[4]
- PSS3, Mutationen im CHST8-Gen im Chromosom 19 an q13.11, welches für carbohydrate sulfotransferase kodiert[5]
- PSS4, Synonyme: Exfoliative Ichthyose; Autosomal-rezessive exfoliative Ichthyosis; AREI; Ichthyosis Bullosa of Siemens-Like, Mutationen im CSTA-Gen im Chromosom 3 an q21.1, welches für den protease inhibitor cystatin A kodiert[6]
- PSS5, Mutationen im SERPINB8-Gen im Chromosom 18 an q22.1[7][8]

## Einteilung
Nach klinischen Kriterien ist folgende Einteilung gebräuchlich:
- Peeling Skin Syndrom A, generalisiert, nicht-inflammatorisch,  spätes Manifestationsalter, erst im 4.–7. Lebensjahr, Gendefekt nicht bekannt. Keine assoziierten Symptome
- Peeling Skin Syndrom B: entspricht dem PSS1, generalisiert entzündlich, Manifestation unmittelbar nach der Geburt. Juckreiz, Urtikaria, Asthma und Nahrungsmittelallergien. Gleichzeitig: IgE erhöht, Bluteosinophilie.
- Peeling Skin Syndrom C, entspricht dem PSS2, (Akrale Form), umschriebene oberflächliche Keratolyse an den Hand- und Fußrücken

## Klinische Erscheinungen
Klinische Kriterien sind:
- Unterschiedliches Manifestationsalter
- Spontane, schmerzlose, oberflächliche Ablösung des Stratum corneum
- Häufig verbunden mit Juckreiz und Neigung zu Allergien

## Differentialdiagnose
Abzugrenzen sind:
- Netherton-Syndrom
- Atopisches Ekzem
- Schuppung nach vorausgegangener Entzündung

## Geschichte
Bereits 1900 wurde von R. M. Stone ein Fallbericht veröffentlicht.
Weitere Berichte stammen von 1921, 1924 und aus dem Jahre 1938.